# ژوردانس
ژوردانس (انگلیسی: Jordanes) یک تاریخ‌نگار اهل امپراتوری روم شرقی است که در اواخر زندگی به تاریخ‌نگاری پرداخت.
رومنا (به انگلیسی: Romana) دربارهٔ تاریخ روم نوشته‌است ولی شناخته شده‌ترین کار وی به نام گتیکا (به انگلیسی: Getica) است که تقریباً در سال ۵۵۱ میلادی در قسطنطنیه نوشته شده‌است.